# Englebert Opdebeeck
Englebert Opdebeeck (* 26. Dezember 1946 in Weerde (Provinz Brabant)) ist ein ehemaliger belgischer Radrennfahrer.

## Sportliche Laufbahn
Opdebeeck war im Straßenradsport aktiv. Er war Teilnehmer der Olympischen Sommerspiele 1968 in Mexiko-Stadt. Im Mannschaftszeitfahren kam Belgien mit Michel Coulon, Frans Mintjens, Marcel Grifnée und Englebert Opdebeeck auf den 20. Platz. 1967 gewann er das Eintagesrennen Warschau–Łódź in Polen. 1968 holte er einen Etappensieg im Flèche du Sud und bestritt die Tour de l’Avenir. Als Amateur gewann er eine Reihe von Kriterien und Rundstreckenrennen in Belgien. 
1969 wurde er Berufsfahrer im Radsportteam Faemino-Faema und blieb bis 1976 als Radprofi aktiv. In seiner ersten Profisaison gewann er das Eintagesrennen Omloop van West-Brabant vor Frans Verbeek und wurde 47. in der Tour de Suisse. 1970 gewann er eine Etappe der Luxemburg-Rundfahrt und 1973 bei den Quatre Jours de Dunkerque. Bis 1976 war er in einer Reihe belgischer Profirennen erfolgreich.
Zweite Plätze holte Opdebeeck im Leeuwsje Pijl 1970, im Grand Prix de Denain hinter Marc Demeyer 1973 und im Omloop van de Westhoek 1976. Im Scheldeprijs und in der Tour du Condroz 1974 wurde er Dritter.
In der Tour de France 1972 und 1973 schied Opdebeeck ebenso aus wie in der Vuelta a España 1972.